# 1956 aux États-Unis
Pour des articles plus généraux, voir Chronologie des États-Unis et 1956.
Chronologie des États-Unis
- 1952
- 1953
- 1954
- 1955
- 1956
- 1957
- 1958
- 1959
- 1960

Cette page concerne des événements d'actualité qui se sont produits durant l'année 1956 du calendrier grégorien aux États-Unis.

## Gouvernement
- Président :
- Vice-président :
- Secrétaire d'État :
- Chambre des représentants - Président

## Événements
- 3 février : l'Université d'Alabama est contrainte d'accepter sa première étudiante noire, Autherine Lucy, mais celle-ci ne pourra pas suivre les cours.
- 21 février : Martin Luther King et 24 autres pasteurs sont accusés d'empêcher les bus de Montgomery de fonctionner.
- 23 février : 13e cérémonie des Golden Globes.
- 12 mars : le Southern Manifesto, manifeste opposé à l'intégration raciale dans les lieux publics, signé par 101 élus, est présenté au Sénat[1].
- 20 mars : Walter Sillers, président de la Chambre des représentants du Mississippi, soumet une proposition de loi portant création de la Mississippi State Sovereignty Commission afin de lutter contre "l'empiétement du gouvernement fédéral" en matière de droits civiques et de ségrégation.
- 29 mars : James Coleman, gouverneur du Mississippi, crée officiellement la Mississippi State Sovereignty Commission.
- Printemps : déroute des partisans de la déségrégation aux primaires. Inquiets, des modérés se muent en ségrégationnistes militants opposés à l’arrêt Brown v. Board of Education de 1954.
- 4 mai-21 juillet : opération Redwing, série de dix-sept essais nucléaires aux atolls de Bikini et d'Eniwetok.
- 29 juin : Promulgation de la Federal Aid Highway Act, permettant le développement des Interstate highway. Des crédits fédéraux de 25 milliards de dollars sont alloués au projet sur une durée de 12 ans. 66 000 km d'autoroutes seront construits et permettront le développement de l'automobile et l’explosion du transport urbain et routier aux États-Unis
- 30 juin : collision aérienne du Grand Canyon.
- 20 juillet : adoption du Alaska Mental Health Enabling Act.
- 1er novembre : Eisenhower met fin à la ségrégation dans les transports publics du Sud des États-Unis.
- 6 novembre : réélection de Dwight David Eisenhower (républicain) comme président des États-Unis avec 57,4 % des voix contre Adlai Stevenson (démocrate) 42 %.
- 13 novembre : arrêt Browdler v. Gayle : la Cour suprême des États-Unis juge la ségrégation raciale dans les bus contraire à la Constitution.
- 31 décembre (doctrine Eisenhower) : aide américaine aux régimes qui se sentiraient exposés à une agression communiste.

## Économie et société
- 1,8 % d'inflation
- 2 000 conseillers militaires américains sont présents au Vietnam.
- 39 milliards de dollars de dépenses militaires.
- Apogée de la natalité (25 ‰ en 1956-1957).
- 4,1 % de chômeurs

## Naissances en 1956
- 21 janvier : Geena Davis, actrice.
- 5 avril : Kate M. Harper, femme politique.